# سام درو
سام درو (انگلیسی: Sam Deroo؛ (زادهٔ 29 آوریل 1992) بازیکن والیبال اهل بلژیک، عضو تیم ملی والیبال بلژیک و باشگاه لهستانی زاکسا (ZAKSA Kędzierzyn-Koźle ) است.